# Григоросове
Григоро́сове —  село в Україні, у Лозівській міській громаді Лозівського району Харківської області. Населення становить 3 осіб. До 2020 орган місцевого самоврядування — Артільна сільська рада.

## Географія
Село Григоросове знаходиться на відстані 4 км від річки Орілька (лівий берег). На відстані 2 км розташовані села Михайлівка, Федорівка та Мирне. По селу протікає пересихаючий струмок з загатами.

## Історія
1819 — дата заснування.
12 червня 2020 року, відповідно до Розпорядження Кабінету Міністрів України  № 725-р «Про визначення адміністративних центрів та затвердження територій територіальних громад Харківської області», увійшло до складу Лозівської міської громади.
17 липня 2020 року, в результаті адміністративно-територіальної реформи та ліквідації колишнього Лозівського району (1923—2020), увійшло до складу новоутвореного Лозівського району Харківської області.